# شركة البث التلفزيوني والإذاعي الحكومية الأبخازية
شركة البث التلفزيوني والإذاعي الحكومية الأبخازية هي محطة البث الإذاعي والتلفزيوني العامة في أبخازيا، التي تأسست في عام 1976. بدأت قناتها التلفزيونية الوحيدة، أبسوا تي في، البث في 6 نوفمبر 1976. في 10 سبتمبر 1991، تحولت اللجنة الحكومية للتلفزيون والإذاعة الأبخازية إلى شركة أبخازيا للتلفزيون والإذاعة.

## روابط خارجية
- الموقع الإلكتروني لشركة أبخازيا ستيت للإذاعة والتلفزيون